# Aphractia rubida
Aphractia rubida là một loài ruồi trong họ Asilidae. Aphractia rubida được Hermann miêu tả năm 1912. Loài này phân bố ở vùng Tân nhiệt đới.